# Theron Warth
Theron Warth (* 17. November 1911 in Los Angeles, Kalifornien; † 24. Juli 1974 in Los Angeles County) war ein US-amerikanischer Filmeditor und Filmproduzent.

## Leben
Warth trat ab Ende der 1930er Jahre bis 1946 als Schnittmeister vor allem für RKO Pictures in Erscheinung. Sein Schaffen umfasst hier mehr als 20 Produktionen, zuletzt war er an dem von Alfred Hitchcock inszenierten Film Berüchtigt beteiligt. Regisseure, mit denen er mehrmals zusammenarbeite, waren Jack Hively und Leslie Goodwins. Ab Mitte der 1940er Jahre schlug er eine Laufbahn als Produzent ein und war als solcher zuletzt 1953 tätig.
Bei der Oscarverleihung 1948 wurde Warth gemeinsam mit Richard Fleischer und Sid Rogell für den Dokumentarfilm Design for Death mit dem Oscar in der Kategorie Bester Dokumentarfilm ausgezeichnet.
Warth ist auf dem Inglewood Park Cemetery begraben.

## Filmografie (Auswahl)
Schnitt
- 1942: Es waren einmal Flitterwochen (Once Upon a Honeymoon)
- 1943: Harte Burschen – steile Zähne (A Lady Takes a Chance)
- 1946: Berüchtigt (Notorious)

Produktion
- 1947: Design for Death
- 1948: Nacht in der Prärie (Blood on the Moon)
- 1952: Stadt im Würgegriff (The Captive City)
- 1953: Rückkehr ins Paradies (Return to Paradise)